# Бояринцево (деревня, Рязанская область)
Боя́ринцево — деревня Щетининского сельского поселения Михайловского района Рязанской области России.

## Этимология
Есть две версии происхождения названия. По одной – деревня была заселена в XVII в. детьми боярскими (низший дворянский слой), по другой – деревней владел помещик по фамилии Бояринцев.

## География
Деревня расположена в 7 км к югу от с. Щетиновка, в 11 км к югу от г. Михайлова.
В 2 км северо-восточнее деревни на ж.-д. линии Павелец-Ожерелье находится ст. Бояринцево.
Деревня расположена в верховье руч. Крапивна (ранее Бурминка), левого притока р. Локня.

## История
Бояринцево образовалась в XVI веке из рассыльщиков Михайлова. 
По Рязанским писцовым книгам 1628/1629 года Бояринцево принадлежало 8 рассыльщикам.

## Население
| 1996 | 2010 |
| ---- | ---- |
| 0    | →0   |

## Транспорт
На северо-востоке от деревни находится одноимённая железнодорожная станция Московской железной дороги участка Ожерелье — Павелец.